# Tommaso Costantino
Tommaso Costantino (* 23. Juni 1885 in Tunis, Tunesien; † 28. Februar 1950 in Brindisi) war ein italienischer Fechter und zweifacher Olympiasieger.
Costantino nahm 1920 in Antwerpen im Alter von 35 Jahren an den Olympischen Spielen teil. Mit der italienischen Mannschaft gewann er je eine Goldmedaillen im Florett- und Degenfechten, wobei er in je zwei Gefechten eingesetzt wurde. Im Einzelwettkampf Florett erreichte er nicht die Runde der letzten zwölf.